# Retrovirus endogen
Els retrovirus endògens (ERV) són elements vírics endògens del genoma que són similars entre si i que es poden derivar d'un retrovirus. Abundants en genomes de vertebrats, representen fins a un 5-8% del genoma humà, amb estimacions inferiors a l'1%, que es poden empaquetar i moure dins del genoma per tenir un paper vital en l'expressió i la regulació gènica. Els investigadors han suggerit que els retrovirus van evolucionar a partir d'un tipus de gen transposable anomenat retrotransposó, que inclou ERV; aquests gens poden mutar i en lloc de traslladar-se a una altra ubicació del genoma poden arribar a ser exògens o patògens. Això vol dir que no tots els ERV poden haver-se originat com a inserció de retrovirus, però alguns poden haver estat la font d'informació genètica dels retrovirus als quals s'assemblen.

## Formació
El cicle de replicació d'un retrovirus implica la inserció ("integració") d'una còpia d'ADN del genoma viral al genoma nuclear de la cèl·lula hoste. La majoria dels retrovirus infecten cèl·lules somàtiques, però també pot passar que infectin cèl·lules de la línia germinal (cèl·lules que produeixen òvuls i espermatozoides). En poques ocasions, la integració retroviral es pot produir en una cèl·lula germinal que passarà a convertir-se en un organisme viable. Aquest organisme portarà inserit el genoma retroviral com a part integral del seu propi genoma, és a dir, un retrovirus "endogen" (ERV) que pot ser heretat a la seva descendència com a nou al·lel. Molts ERV han persistit al genoma dels seus amfitrions durant milions d'anys. Tot i això, la majoria han adquirit mutacions que inactiven durant la replicació de l'ADN de l'hoste i ja no són capaços de produir virus. Els ERV també poden ser eliminats parcialment del genoma mitjançant un procés conegut com a supressió de recombinació, en què la recombinació entre les seqüències idèntiques que flanquegen retrovirus recent integrats resulta en l'eliminació de les regions internes codificants de proteïnes del genoma viral.

## Paper a l'evolució del genoma
Els retrovirus endògens poden tenir un paper actiu en la formació dels genomes. La majoria dels estudis en aquesta àrea s'han centrat en els genomes dels humans i primats superiors, però altres vertebrats, com ara ratolins i ovelles, també han estat estudiats en profunditat. La repetició terminal llarga (LTR) de seqüències que flanquegen genomes ERV amb freqüència actuen com a promotors i potenciadors alternatius, sovint contribueixen al transcriptoma mitjançant la producció de variants específiques de teixit. A més, les proteïnes retrovirals en si han estat co-optades per servir noves funcions de l'hostatger, especialment en la reproducció i el desenvolupament. La recombinació entre seqüències homòlogues retrovirals també ha contribuït a l'intercanvi de gens i a la generació de variants genètiques.
Els LTR i LTR associats amb seqüències retrovirals completes han demostrat actuar com a elements de transcripció als gens de l'hostal. El seu espectre d'acció és principalment per la inserció als 5'UTR dels gens codificants de proteïnes; no obstant això, se sap que també actuen sobre gens de fins a 70-100 kb de distància. actuen en antisentit o com a promotors bidireccionals per a gens veïns. En alguns casos, els LTR funcionen com a promotor per als gens. Per exemple, en els éssers humans AMY1C té una seqüència d'ERV completa a la seva regió promotora; el LTR associat confereix expressió salival específica de l'enzim digestiu, amilasa. A més, el promotor principal de la bilis àcid-CoA: aminoàcid N-aciltransferasa (BAAT), que codifica un enzim integral en el metabolisme de la bilis, és d'origen LTR.